# Yannick van Hagen
Yannick van Hagen (6 april 1989) is een Nederlands langebaanschaatser met een voorkeur voor de middellange afstanden en lange sprint, 1.500 en 1.000 m.
Van Hagen reed in verschillende selecties vanuit Den Haag (Uithof), reed als leeftijdsgenoot van Kjeld Nuis ook vaak tegen Kjeld, maar kreeg uiteindelijk niet de kans om commercieel te gaan. Hij verkoos mede daardoor naast het schaatsen een maatschappelijke carrière, maar bleef altijd doorschaatsen om te groeien in techniek. Dit leidde uiteindelijk tot verschillende medailles in het Mastercircuit (30+ sporters). Hierin worden tegenwoordig jaarlijks zowel officiële Nederlandse kampioenschappen en wereldkampioenschappen gehouden. Ook zijn er sinds 2010 officieuze Winterspelen. 
Bij de Winter World Master Games, de officieuze Olympische winterspelen voor de 30+ sporter, te Innsbruck in januari 2020 maakte van Hagen deel uit van de grote Nederland equipe. Deze Winterspelen zijn de tegenhanger van de Youth Olympic Games welke ook iedere 4 jaar georganiseerd worden. Zowel de Youth Games als de World Master Games zijn erkend door het IOC, alleen zijn de Youth Olympic Games onder de vlag van het IOC en zijn de (Winter) World Master Games via een door het IOC erkend instituut, de International Master Games Association. 
Van Hagen won in Innsbruck 2 maal goud (1.000, 1.500 m), 1 maal zilver (1.500 m) en 1 maal brons (500 m). Dit deed hij in zijn leeftijdscategorie M30 op de idyllische buitenbaan van Olympiaworld waar ook Kees Verkerk zijn Olympische spelen reed in 1964. De Nederland delegatie pakte het overgrote deel van alle schaatsmedailles. Van Hagen had coaching in Innsbruck van Willem Jan Molleman die zelf ook uitkwam in M40 (o.a. als concurrent van Michiel Wienese). Na Innsbruck focuste van Hagen zich meer op zijn privé. 
Toch kwam er ook nog de Nederlandse allroundtitel voor van Hagen in 2022 op de ijsbaan De Westfries te Hoorn bij de leeftijdscategorie Senioren B. Hiermee wist hij Mark Ooijevaar van de titel te houden, deze won namelijk zilver achter van Hagen en schoot hierbij tekort op de sprint. 

## Persoonlijke records[5]
| Afstand     | Tijd     | Datum            | Baan       |
| ----------- | -------- | ---------------- | ---------- |
| 500 meter   | 38,71    | 25 januari 2011  | Heerenveen |
| 1000 meter  | 1.16,73  | 12 december 2010 | Erfurt     |
| 1500 meter  | 1.56,02  | 25 januari 2011  | Heerenveen |
| 3000 meter  | 4.03,21  | 21 november 2021 | Heerenveen |
| 5000 meter  | 7.19,30  | 13 maart 2022    | Hoorn      |
| 10000 meter | 15.13,22 | 18 maart 2019    | Den Haag   |